# Juozas Maniūšis
Juozas (Josif) Maniūšis (* 25. Dezember 1910 in Malkovko, Gouvernement Mogiljow, Russisches Kaiserreich, heute Belarus; † 17. März 1987 in Vilnius) war ein litauischer Politiker, Mitglied der Kommunistischen Partei Litauens (Lietuvos Komunistų Partija) und Vorsitzender des Ministerrates  der Litauischen SSR.
Im Zweiten Weltkrieg diente er in der Roten Armee. Er trat nach Kriegsende 1945 der KPdSU bei, zog nach Litauen und war in Vilnius und Kaunas als Funktionär der Kommunistischen Partei Litauens tätig. Am 14. April 1967 wurde er als Nachfolger von Motiejus Šumauskas Vorsitzender des Ministerrates der Litauischen SSR. Dieses Amt hatte er bis zu seiner Ablösung durch Ringaudas Bronislovas Songaila am 16. Januar 1981 inne. Nach seinem Rückzug aus der Politik amtierte er bis 1985 als Leiter des Instituts für Ökonomie der Litauischen Akademie der Wissenschaften.

## Veröffentlichungen
Darüber hinaus veröffentlichte er mehrere Bücher zur Wirtschaftspolitik der damaligen Litauischen SSR wie:
- Razvitie stroitelstva i ego materialno-tekhnicheskoi bazy v Litovskoi SSR, 1963
- Tekhnicheskii progress i razvitie industrialnoi bazy stroitelstva v respublikakh Pribaltiki, 1969
- Soviet Lithuania: economy and culture, Vilnius 1973
- Tarybu Lietuva: laimejimai ir perspektyvos, Vilnius 1975
- Planirovanie effektivnosti ispolźovanija osnovnych proizvodstvennych fondov v stroitelśtve : (metodiceskie ukazanija), Vilnius 1985
- Povysenie effektivnosti ispolźovanija osnovnych proizvodstvennych fondov v stroitelśtve Litovskoj SSR (sbornik statej), Vilnius 1986